# Triaenodes baris
Triaenodes baris är en nattsländeart som beskrevs av Ross 1938. Triaenodes baris ingår i släktet Triaenodes och familjen långhornssländor. Inga underarter finns listade i Catalogue of Life.